# لوبيرات الحمراء (جدور)
لوبيرات الحمراء هي إحدى مشيخات المملكة المغربية، تتبع جغرافيا لإقليم اليوسفية وإداريًا لجدور. يقدر عدد سكانها بـ 6942 نسمة حسب الإحصاء الرسمي للسكان والسكنى لسنة 2004.